# Parafia św. Zygmunta w Królewie
Parafia pw. św. Zygmunta w Królewie – parafia rzymskokatolicka dekanatu płońskiego północnego, diecezji płockiej, metropolii warszawskiej. Poprzednio należała do dekanatu płońskiego, diecezji płockiej, metropolii warszawskiej.
Została erygowana na przełomie XIII i XIV wieku. Proboszczem parafii jest od 2019 ks. Adam Milewski.

## Miejsca kultu

### Kościół parafialny
Obecny kościół parafialny św. Zygmunta jest drugim kościołem, ukończonym w 1639 i konsekrowanym w 1648 przez biskupa Wojciecha Tolibowskiego. Kościół jest budowlą drewnianą, orientowaną, jednonawową. Prezbiterium jest nieco niższe od nawy. Od zachodu do kościoła przylega trzykondygnacyjna wieża. Ołtarz główny neobarokowy, z II połowy XIX wieku, z rzeźbą Chrystusa Ukrzyżowanego. Na wyposażenie kościoła składają się m.in. obraz św. Zygmunta z przełomu XVII i XVIII wieku, obraz św. Agnieszki z XVIII wieku, rzeźba Matki Boskiej z Dzieciątkiem z XVII wieku, rzeźba Chrystusa Zmartwychwstałego z XVII wieku. Świątynia była wielokrotnie modernizowana, ostatni kapitalny remont przeszła w latach 80. XX wieku.

## Zasięg parafii

### Miejscowości i ulice
W granicach parafii znajdują się miejscowości (dziesięć wsi):

- Bolęcin,
- Idzikowice,
- Jędrzejewo,
- Krajęczyn,
- Królewo,
- Kuchary,
- Pruszkowo,
- Przepitki,
- Salomonka
- Sobieski.